# Noyemberyan
Noyemberyan là một đô thị thuộc tỉnh Tavush, Armenia. Dân số ước tính năm 2011 là 5504 người.